# Joan Puig i Ball
Joan Puig i Ball (Mollerussa, 1879 - 1938) estudià medecina a Saragossa i Barcelona. El 1905 s'instal·là a Manresa. Va treballar a l'Hospital i en fou el director l'any 1932. S'especialitzà en l'aparell digestiu i radiologia. Va ser el primer metge que va instal·lar un aparell de raigs X a Manresa.